# Hans-Georg Aschoff
Pour les articles homonymes, voir Aschoff.
 (juin 2023).
Si vous disposez d'ouvrages ou d'articles de référence ou si vous connaissez des sites web de qualité traitant du thème abordé ici, merci de compléter l'article en donnant les références utiles à sa vérifiabilité et en les liant à la section « Notes et références ».
Hans-Georg Aschoff (né le 17 octobre 1947 à Duderstadt) est un historien allemand.

## Biographie
Aschoff étudie l'histoire, l'anglais, la philosophie et l'éducation à Hanovre et à Clinton, New York. En 1971, il réussit son examen d'État. En 1974, il obtient son doctorat à Hanovre et en 1986 son habilitation. Depuis 1972, il travaille au département d'histoire de l'Université de Hanovre, depuis 1994 comme professeur d'université en histoire moderne et histoire de l'Église. Il est titulaire d'un poste de professeur auxiliaire.
De 1998 à 2000, il est directeur exécutif du Séminaire d'histoire. Il est chargé de cours de liaison pour la Fondation Konrad-Adenauer et est professeur invité à l'Université du Nebraska, Lincoln (USA) en 2000.

## Axes de recherche
Les principaux domaines de recherche d'Aschoff sont l'histoire de l'Église moderne, en particulier l'histoire des minorités confessionnelles, les problèmes liés au droit de l'Église d'État, l'histoire des partis, en particulier les partis conservateurs et chrétiens, et l'histoire du pays à l'époque moderne.[réf. nécessaire]

## Publications (sélection)[3]
- Das Verhältnis von Staat und katholischer Kirche im Königreich Hannover (1813–1866) (= Quellen und Darstellungen zur Geschichte Niedersachsens. Vol. 86). Lax, Hildesheim 1976.
- Um des Menschen willen. Die Entwicklung der katholischen Kirche in der Region Hannover. Bernward, Hildesheim 1983.
- Welfische Bewegung und politischer Katholizismus 1866–1918. Die Deutschhannoversche Partei und das Zentrum in der Provinz Hannover während des Kaiserreiches (= Beiträge zur Geschichte des Parlamentarismus und der politischen Parteien. Bd. 83). Droste, Düsseldorf 1987[4].
- Kirchenfürst im Kaiserreich. Georg Kardinal Kopp. Bernward, Hildesheim 1987.
- Rechtsstaatlichkeit und Emanzipation. Das politische Wirken Ludwig Windthorsts (= Emsland, Bentheim. Vol. 5). Emsländische Landschaft für die Landkreise Emsland und Grafschaft Bentheim, Sögel 1988.
- Ludwig Windthorst. Ein christlicher Politiker in einer Zeit des Umbruchs. Niedersächsische Landeszentrale für Politische Bildung, Hanovre 1991.
- Die Welfen. Von der Reformation bis 1918. Kohlhammer, Stuttgart 2010.
- Das Bistum Hildesheim zwischen Reformation und Säkularisation. Schnell & Steiner, Ratisbonne, 2022.